# Olé ! Torero !
Olé ! Torero ! est un roman policier français de Charles Exbrayat publié en 1963.

## Résumé
Lors d'une corrida, « les membres de la quadrilla d'un torero, revenu à l'arène après une éclipse de plusieurs années, sont assassinés » les uns après les autres. Ainsi est vengée la mort du jeune Paquito. Et devant le destin implacable, le dernier survivant se résigne à la mort.

## Particularités du roman
Un des premiers romans policiers de Charles Exbrayat qui n'appartient pas à la veine humoristique de l'auteur. Selon Jacques Baudou, Vous souvenez-vous de Paco ?, paru en 1958, et Olé ! Torero ! ne sont ni des « romans de détection, ni des romans noirs, mais bien plutôt des ouvrages de suspense remarquablement construits qui se terminent sur un dernier chapitre à chute ».

## Éditions
- Librairie des Champs-Élysées, coll. « Le Masque » no 788, 1963 (BNF 33001211), réimpressions 1981  (ISBN 2-7024-0268-2) et 1989  (ISBN 2-7024-1999-2) ;
- LGF, coll. « Le Livre de poche policier » no 1667, 1966 (BNF 33001212) ;
- Librairie des Champs-Élysées, coll. « Club des Masques » no 303, 1977  (ISBN 2-7024-0804-4), réimpression 1986  (ISBN 2-7024-0116-3)

## Source
- Jacques Baudou et Jean-Jacques Schleret, Le Vrai Visage du Masque, vol. 1, Paris, Futuropolis, 1984, 476 p. (OCLC 311506692), p. 181